# Bonnesvalyn
Bonnesvalyn é uma comuna francesa na região administrativa de Altos da França, no departamento de Aisne. Estende-se por uma área de 6,34 km². Em 2010 a comuna tinha 233 habitantes (densidade: 36,8 hab./km²).